# الحاشیه علی الهیات الشرح الجدید للتجرید
الحاشیه علی الهیات الشرح الجدید للتجرید کتابی از مقدس اردبیلی است. 

## محتوا
این کتاب شرحی بر شرح تجرید العقائد (معروف به «شرح جدید») از علاءالدین علی بن محمد قوشچی است و مهم‌ترین اثر کلامی مقدس اردبیلی محسوب می‌شود.

## تصحیح
تصحیح این کتاب در سال ۱۳۷۵ منتشر و در مراسم کتاب سال جمهوری اسلامی ایران به‌عنوان کتاب برگزیده معرفی شد.